# Mario Anelli (militare)
Mario Anelli (Casalmorano, 13 febbraio 1903 – Mediterraneo Orientale, 24 giugno 1941) è stato un militare, aviatore e fotografo italiano, decorato di medaglia d'oro al valor militare alla memoria nel corso della seconda guerra mondiale. Decorato anche di due Medaglie d'argento, una di bronzo e due croci di guerra al valor militare e in qualità di fotografo ha preso parte alla a Crociera aerea nel Mediterraneo occidentale, alla crociera nel Mediterraneo orientale e nel Mar Nero e alla crociera aerea transatlantica Italia-Brasile.

## Biografia
Nacque a Casalmorano il 13 febbraio 1903. Conseguì la licenza tecnica presso la scuola "Francesco Genala" di Soresina, lavorando poi per un triennio in un istituto di credito nella provincia di Cremona. Arruolatosi volontario come marinaio nella Regia Marina, nell'agosto 1923 chiese, ed ottenne, di essere trasferito presso il Centro equipaggi dell'Arma Aeronautica (da pochi mesi costituita come Forza Armata autonoma).
Ammesso nel 1924 nella categoria dei fotografi, nel maggio-giugno 1928 partecipò alla crociera aerea nel Mediterraneo occidentale eseguita da 61 idrovolanti al comando di Francesco De Pinedo, nel giugno del 1929 alla crociera nel Mediterraneo orientale e nel Mar Nero e nel dicembre 1930, fino a Bolama, alla crociera aerea transatlantica Italia-Brasile.
A Montecelio (ora Guidonia) collaudò alcuni tipi di paracadute, curando anche durante la discesa la realizzazione di documentazioni fotografiche.
Nel novembre del 1935 partì per l'Eritrea con il grado di maresciallo fotografo di 3ª classe per partecipare alla campagna di Etiopia. Si distinse nelle battaglie dell'Endertà, del Tembiem, di Mai Ceu e di Ascianghi. Si distinse anche in un combattimento terrestre dopo uno sbarco aereo. Per il suo comportamento in Etiopia venne decorato con la medaglia d’argento al valor militare. Rientrato in Patria nell'agosto 1936 fu promosso per meriti straordinari sottotenente in servizio permanente effettivo nella categoria fotografi.
Nel 1937 partì volontario per la Spagna prendendo parte a numerose azioni specialmente in Aragona e in Catalogna. Promosso tenente nel marzo 1938, e decorato per il suo comportamento nella Aviazione legionaria con la seconda medaglia d'argento al valor militare, rientrò in Patria il 31 luglio 1938.  Nel maggio 1939 venne insignito della Cruz Roja da parte del governo spagnolo.
Mobilitato alla dichiarazione di guerra contro Francia e Gran Bretagna il 10 giugno 1940, ottenne di partecipare attivamente alle operazioni belliche. Il 22 giugno nel corso di una ricognizione su Tunisi e Biserta (con S.M.79 rischierato a Sciacca) venne ferito da schegge di un proiettile contraereo. Ottenuta l'interruzione della convalescenza, rientrò in servizio in luglio, partecipando a bordo di velivoli CANT Z.501, CANT Z.506 e S.M.79 a numerose missioni sul Mediterraneo occidentale. Per azione del 1º agosto sulle Baleari fu decorato con croce di guerra al valor militare "sul campo".  Trasferito dal novembre 1940 al gennaio 1941 al Corpo Aereo Italiano basato in Belgio, partecipò (su B.R.20) ad operazioni oltre la Manica. Nel periodo febbraio-maggio, assegnato al 50º Gruppo Bombardamento Terrestre partecipò (su CANT Z.1007 Bis) a numerose missioni in Grecia.
Promosso capitano nell'aprile, venne decorato di una seconda croce di guerra al valor militare "sul campo" per la partecipazione alla conquista dell'isola di Corfù il 28 aprile, e con la medaglia di bronzo al valor militare per il suo comportamento nella campagna di Grecia.
Nel maggio 1941 passò a prestare servizio in Africa Settentrionale Italiana con la 279ª Squadriglia aerosiluranti.  All’alba del 24 giugno 1941 prese parte alla missione di una formazione di tre aerei diretta all'aerosiluramento di una petroliera britannica scortata da navi da guerra e difesa dai velivoli da caccia. Cadde in combattimento al largo della costa di Marsa Lucch e di Es Sollum. Per questa azione fu successivamente decorato di Medaglia d'oro al valor militare alla memoria.
Capo della Sezione Cinematografica della Regia Aeronautica, con le sue riprese fotografiche e cinematografiche collaborò attivamente con la stampa e con il Giornale Luce, fornendo una importante documentazione dell'attività dell'aviazione militare italiana in pace e in guerra. Fu autore di manuali utilizzati, anche nel secondo Dopoguerra, per la formazione di operatori. Nel 1957 a Mario Anelli venne intitolata la Scuola specialisti dell'Aeronautica Militare di Caserta.  Nel 1971 a lui fu intitolata altresì la sezione dell'Associazione Arma Aeronautica di Cremona.

### Fonti
1. 1 2  Ufficio Storico dell'Aeronautica Militare 1969, p. 123.
2. 1 2 3 4 5 6 7 8 9 10  Combattenti Liberazione.
3. ↑  La Provincia - Quotidiano di Cremona,  9 ottobre 1971.
4. ↑  Dunning 1988, p. 40.
5. 1 2  Apostolo 1996, p. 208.
6. ↑  Quirinale, sito istituzionale, voce Onorificenze, dettagli decorato
7. ↑  Bollettino Ufficiale 1942, disp.21, pag.982 e disp.29, pag.1435.
8. ↑  Bollettino Ufficiale 1938 disp.45 pag.1123.
9. ↑  Bollettino Ufficiale 1938 Supplemento V08, pag. 20.
10. ↑  Bollettino Ufficiale 1942 disp. 9 pag.487.
11. ↑  Bollettino Ufficiale 1940, suppl.9, pag.51.
12. ↑  Bollettino Ufficiale 1941, suppl.13, pag.21.